# Martín Grande
Martín Federico Grande Durand (Ciudad de Salta, 19 de julio de 1959) es un periodista y político argentino. Integraba la coalición Juntos por el Cambio con la que fue Diputado nacional por la Provincia de Salta. Desde enero de 2023 integra el frente Avancemos, liderado por el Diputado Nacional kirchnerista Emiliano Estrada, el olmedista Carlos Zapata y el independiente Felipe Biella. 

## Biografía
Empezó a trabajar en Canal 11 donde se desempeñó hasta 1985 como conductor del programa agropecuario Panorama Rural. Regresó a Canal 11 a fines de 1986 para ser conductor del noticiario de la tarde hasta 1993.

## Carrera política
En las elecciones provinciales de Argentina de 2011 se presentó como candidato a Intendente de la Ciudad de Salta acompañando la candidatura de Alfredo Olmedo como gobernador, siendo finalmente derrotado por Miguel Isa.
Como pre–candidato de Cambiemos para Diputado nacional, se presentó en las Elecciones PASO de 2017 donde obtuvo la mayoría de los votos en su categoría. En las Elecciones generales del 2017 también obtuvo una banca legislativa para el periodo 2017-2021 superando a las listas de sus contrincantes directos como Andrés Zottos y Sergio Leavy.
En el año 2019 se presentó como precandidato a Intendente de la Ciudad de Salta por el PRO dentro del frente Gustavo Sáenz gobernador. Compitió en internas contra Bettina Romero, Matías Posadas y Vitín Lamberto, siendo el cuarto candidato más votado de su interna partidaria; sin alcanzar los votos para imponerse en la interna del frente y no pudo participar de las elecciones generales.
En mayo de 2021 fue salpicado por una causa de corrupción en la Municipalidad de la Ciudad de Salta, llamado "Caso Huergo" y causó controversia cuando trató de "atorrante" a una fiscal de la provincia de Salta por haber sido citado a declarar en el marco de esta causa de corrupción durante la gestión de Gustavo Sáenz como Intendente municipal.
 Grande pidió disculpas por el exabrupto aunque continuó manifestándose en contra de la fiscal Simensen de Bielke y de Abel Cornejo.
Martín Grande renunciaría a la posibilidad de reelegir como diputado nacional para ser el candidato a senador provincial por el departamento de la Capital en representación del debutante a nivel provincial, Juntos por el Cambio+, un frente opositor al gobernador Sáenz.
En las elecciones provinciales de Salta Grande hizo una muy buena elección en la categoría de senador logrando más de 40 mil votos pero siendo superado por uno de los dos candidatos oficialistas, Emiliano Durand. La lista 430 encabezada por Grande si bien no obtuvo la única banca de senador si obtuvo dos bancas de diputados provinciales, cuatro bancas de convencionales constituyentes y cinco concejales. 
En enero de 2023 Grande rompe con el PRO tras pelearse con el interventor Martín Pugliese y la presidente de la CAP Inés Liendo y se suma al nuevo armado provincial llamado "Avancemos" conformado con el dirigente kirchnerista Emiliano Estrada, el olmedista Carlos Zapata y el independiente Felipe Biella. Dicho armado planteaba que superaba a la grieta y que se centraban en las coincidencias y no en las diferencias, con esa lógica logró aglutinar varios dirigentes de ideologías variadas Cristina Fiore, expresidente del Partido Renovador de Salta, "Kitty" Blanco del Partido de la Cultura, la Educación y el Trabajo referenciado en Jorge Guaymás y el director del PAMI en Salta, Ignacio González. 